# Lautaro Robles
Lautaro Damián Cosme Robles (Villaguay, Argentina; 26 de julio de 1985) es un futbolista argentino que juega como delantero. Su equipo es el Defensores de Pronunciamiento del Torneo Federal A.

## Trayectoria
Robles jugó para el equipo juvenil de ADEV, antes de pasar al fútbol senior con clubes como ADEV y Barrio Norte de Gualeguay; a quien dejó en 2010 para reincorporarse a ADEV.
En 2011 se unió a Defensores de Pronunciamiento en el Torneo Argentino B donde permaneció durante seis años e hizo ciento quince apariciones mientras anotaba 44 goles en la cuarta división. El 30 de junio de 2017, después de 19 goles en sus dos últimas campañas con Defensores de Pronunciamiento, firmó con Gimnasia y Esgrima también del Torneo Federal A con el cual, anotó diez veces durante la temporada 2017-18.
En junio de 2018 completó un traslado al Central Córdoba de la Primera B Nacional.  Su debut profesional llegó el 2 de septiembre ante Independiente Rivadavia, que precedió a su primer gol profesional en un empate con Olimpo en noviembre siguiente. Después de asegurar el ascenso con Central Córdoba, partió en julio de 2019 a Sarmiento en el Torneo Federal A. Marcó goles contra San Martín Formosa y Boca Unidos en cinco meses con el club, antes de asegurar un regreso a Defensores de Pronunciamiento en enero de 2020 dónde anotó un doblete en su debut en la Copa Argentina frente al Crucero del Norte.

## Clubes
| Club                          | País      | Año             |
| ----------------------------- | --------- | --------------- |
| Defensores de Pronunciamiento | Argentina | 2011 - 2017     |
| Gimnasia y Esgrima            | Argentina | 2017 - 2018     |
| Central Córdoba               | Argentina | 2018 - 2019     |
| Sarmiento de Resistencia      | Argentina | 2019            |
| Defensores de Pronunciamiento | Argentina | 2020 - Presente |